# Iúçufe V de Granada
ʾAbū al-Ḥajjāj Yūsuf ben ʾAḥmad ben Muḥammad (em árabe: يوسف بن أحمد بن محمد) ou simplesmente Iúçufe V, conhecido pelos castelhanos como Aben Ismail (m. 1463) foi o 18º rei nacérida de Granada em duas breves ocasiões em 1445-1446 e em 1462. Era neto ou bisneto de Iúçufe II.[a] Sucedeu a Maomé X al-Ahnaf (o Coxo), que depôs; seis meses depois foi derrubado pelo mesmo al-Anafe, que retoma o poder.[b] Em 1462 volta ao trono por alguns meses, depondo o seu irmão Sa`d al-Musta`in.

## Biografia
Em 1445 recomeça a guerra civil em Granada. A luta pelo poder desenrola-se entre Maomé IX al-'Aisar ("o Canhoto") e entre os seus dois sobrinhos, Abul Hajaje Iúçufe e Maomé al-Anafe. Este último é governador de Almeria desde 1432, depois dos seus feitos à frente dos exércitos de Maomé IX. Abul Hajaje Iúçufe encontra-se exilado em Córdova. Al-'Ahnaf toma o poder em Granada em janeiro de 1445 com o nome de Maomé X.
Sob a pressão dos Abencerragens, o poderoso clã árabe que tinha levado Maomé IX ao poder, e com o apoio de Castela, Maomé, o Coxo vê-se forçado a ceder o trono a Abul Hajaje Iúçufe que toma o nome de Iúçufe V. Este apenas reina durante seis meses, pois é derrubado pelos antigos apoiantes que o tinham levado ao trono, restaurando Maomé X como rei. Esses apoiantes aproveitam a oportunidade para recuperar territórios perdidos na parte oriental do reino e repondo a fronteira com Múrcia.
No final de 1447 ou início de 1448, Maomé IX retoma o poder pela quarta vez e manda executar Maomé, o Coxo. A Maomé IX segue-se Maomé XI El Chiquito ("o menino"), que reina entre 1453 e 1455, a quem sucede Sade al-Mustaim, que o derruba e manda executar.
Sa`d al-Musta`in tenta desembaraçar-se da tutela dos Abencerragens, que o tinham apoiado contra El Chiquito. Em 1462, manda matar dois dos seus membros mais poderosos; os resto da família refugia-se em Málaga. Os Abencerragens passam então a apoiar Abul Hajaje Iúçufe, que sobe novamente ao trono. No entanto, Sa`d volta a assumir o poder no final de 1462 e Iúçufe morre pouco depois.